# Catalina Lercaro
Catalina Lercaro (XVIe siècle) est une femme italo-canarienne appartenant à la famille Lercaro, qui s'installe dans la ville de San Cristóbal de La Laguna dans l'île de Tenerife (îles Canaries) à l'époque de la conquête des îles Canaries. 
Les Lercaro sont une famille de marchands génois importants. Catalina, fille d'Antonio Lercaro, est forcée d'épouser un homme plus âgé qu'elle, qui jouit d'une bonne position. De désespoir, la jeune Catalina se tue en sautant dans un puits se trouvant dans la cour de la maison. Son corps est enterré sous le plancher d'une chambre dans la maison en raison du refus de l'Église catholique de l'enterrer dans le cimetière à cause de son suicide.
Ces faits conduisent la famille Lercaro à déménager à La Orotava. La maison des Lercaro est depuis 1993 le siège du musée de l'Histoire de Tenerife. Depuis, de nombreuses personnes affirment avoir vu le fantôme de Catalina Lercaro se promener à travers le musée. Actuellement, Catalina Lercaro est le plus célèbre spectre des îles Canaries et une des histoires de fantômes les plus connues en Espagne.